# Centromedon pumilus
Centromedon pumilus is een vlokreeftensoort uit de familie van de Uristidae. De wetenschappelijke naam van de soort is voor het eerst geldig gepubliceerd in 1865 door Lilljeborg.